# شمس الأئمة
بكر بن محمد بن علي بن الفضل الجابري السُّلَمِي الخزرجي الأنصاري الزرنجري البُخاري المُلقب بـ شمس الأئمة، كنيته أبو الفضل، (وُلِد عام 427 هـ - وتُوفيّ 19 شعبان، 512 هـ)، إمام ومفتي بخارى وأحد فقهاء المذهب الحنفي، كما أنّه من كبار محدثو بخارى. من عرب بخارى حيثُ أنّه من نسل الصحابي جابر بن الصحابي عبد الله الأنصاري.
يُنسب بالزرنجري نسبة إلى قريته وبالبخاري نسبة إلى مدينته، والجابري نسبة إلى جده الصحابي جابر بن عبد الله بن عمرو بن حرام، والسُّلَمِي نسبة إلى بني سلمة وهُم فخذ من فخوذ الخزرج، وبالخزرجي نسبة إلى قبيلة الخزرج وهي أحد قبائل الصحابة الأنصار، والأنصاري نسبة إليهم أيضًا.

## سيرته
هُوّ شمس الأئمة أبو الفضل بكر بن محمد بن علي بن الفضل الجابري السُّلَمِي الخزرجي الأنصاري الزرنجري البُخاري، وُلِد في قرية زرنجر إحدى قرى بخارى بعام 427 هـ.
تفقه على يد الفقيه شمس الأئمة عبد العزيز بن أحمد الحلوائي، وصَحَب في بداية طلبه للعلم ودراسته برهان الأئمة الماضي عبد العزيز بن مازه الذي أصبح فقيهاً فيما بعد، وتفقه معه عند شمس الأئمة السرخسي.
وسمع الحديث النبوي ورواه عن جماعة، منهم؛ أبيه محمد بن علي بن الفضل الجابري، والحافظ أبو مسعود أحمد بن محمد البجلي، وميمون بن علي الميموني، وحفظ صحيح البخاري على يد أبو سهل أحمد بن علي الأبيوردي وهذا الشيخ حفظ صحيح البخاري على يد الشيخ أبو علي إسماعيل بن محمد بن أحمد بن حاجب الكشاني الملقب ابن حاجب الكشاني الذي سمعه وحفظه من محمد بن يوسف الفربري عام 320 هـ وابن حاجب الكشاني يكون آخر من روى صحيح البخاري بسندٍ عالي.
وسمع شمس الأئمة الحديث النبوي أيضًا من إبراهيم بن علي الطبري، والحافظ يوسف بن منصور، ومحمد بن سليمان الكاخستواني.
نبغ شمس الأئمة بعِلم الحديث، وعلا إسناد مروياته وأحاديثه إذ كان يروي الأحاديث المرفوعة للنبي محمد بعددٍ قليل من الرواة الذين يروي عنهم.
وبرز بالفقه على مذهب أبي حنيفة إذ كان حنفياً، فأصبح كبار فقهاء الحنفية في بخارى فعده أهلها شيخ الحنفية. وكان يُضرب به المثل في حفظ المذهب الحنفي وفقهه، وسافر إليه الطلاب ممن يطلب العلم من كافة الأمصار والديار الإسلامية يطلبون عنده علم الفقه والحديث.
إضافةً إلى الفقه والحديث، كان شمس الأئمة عالماً بالتاريخ وعلم الأنساب، وكان مُفتياً، وعلا أمره واشتهر حتى صار مفتي بخارى كلها، ولقبه الناس لشدة علمه بالمذهب الحنفي بـ أبو حنيفة الأصغر نسبة إلى مؤسس المذهب الإمام أبو حنيفة النعمان.
من تلاميذ شمس الأئمة الذين رووا وحدثوا عن الحديث: عمر بن محمد بن طاهر الفرغاني، وأبو جعفر أحمد بن محمد الخلمي البلخي، ومحمد بن يعقوب نزيل سرخس، وعبد الحليم بن محمد البخاري، وغيرهم.
وممن تفقه على يده: ابنه العلامة عماد الدين أبو العلاء عمر بن بكر بن محمد بن علي بن الفضل الجابري، وشيخ الإسلام برهان الدين علي بن أبي بكر الفرغاني، وغيرهم طائفة.
كان شمس الأئمة إذا بدأ درسه مع طلابه لا يُحضر شيئاً مُعيناً حتى يدرسهم إياه إنما كان يبدأ الدرس من أول سؤال يسأله إياه أحد تلاميذه، وقد استشهد ابن كثير في البداية والنهاية على هذا الأمر ليدلل على ذكاءه وكثرة علمه وشدة حفظه حيثُ قال: «وكان يذكر الدروس من أي موضع سئل من غير مطالعة ولا مراجعة...»، وفي أحد المرات سأله الناس عن مسألة غريبة ونادرة، فقال لهم: «كررتُ عليها أربعمائة مرة!» ، أي سأل عنها علماءه وتعلمها 400 مرة، واستدل بها ابن كثير ليبرر حفظه إذ قال: «وربما كان في ابتداء طلبه يُكرر المسألة أربعمائة مرة..»
قال عنه الذهبي: «الإمام العلامة، شيخ الحنفية، مفتي بخارى...»، وفي موضع آخر قال: «وتفرد، وعلا سنده وعظم قدره، حتى كان يقال له: أبو حنيفة الأصغر، وكان يدري التاريخ والأنساب..»، ونقل الذهبي أنّ شيخ الإسلام الحافظ أبو العلاء الفرضي الهمذاني قال له: «كان الإمام على الإطلاق، والموفود إليه من الآفاق، رافق في أول أمره برهان الأئمة الماضي عبد العزيز بن مازه، وتفقها معاً على شمس الأئمة محمد بن أبي سهل السرخسي.»
تُوفيّ شمس الأئمة في 19 شعبان، 512 هـ في بخارى.